# محمد البريه (لاعب كرة قدم مواليد مايو 1993)
محمد كاظم البريه مواليد 18 مايو 1993 في ، السعودية، هو لاعب كرة قدم سعودي يلعب في الظهير الأيمن .

## مسيرة اللاعب
لعب في نادي الروضة ونادي الصواب ونادي النجوم ونادي الثقبة ونادي النهضة ونادي الطرف ونادي العمران.